# فرودگاه شهرستان لیبرتی (مونتانا)
فرودگاه شهرستان لیبرتی (مونتانا) (به انگلیسی: Liberty County Airport (Montana)) یک فرودگاه همگانی بهره‌برداری هوایی است که یک باند فرود آسفالت دارد و طول باند آن ۱۴۰۴ متر است. این فرودگاه در کشور ایالات متحده آمریکا قرار دارد و در ارتفاع ۹۶۳ متری از سطح دریا واقع شده است.